# 칼릴 알감디
칼릴 이브라힘 알감디(Khalil Ibrahim Al Ghamdi, 1970년 9월 2일 ~ )는 사우디아라비아의 축구 심판으로, 교사를 겸하고 있다.
그는 2003년에 국제 축구 연맹으로부터 국제 심판 자격을 취득하였으며, FIFA 클럽 월드컵 2006에서 오클랜드 시티와 알아흘리의 8강전 경기, 오클랜드 시티와 전북 현대의 5, 6위전 경기의 주심을 맡았다. 이후 2007년 AFC 아시안컵에서 중화인민공화국과 이란의 조별 예선 경기의 주심을 맡았으며, 2008년 하계 올림픽 축구에서 브라질과 벨기에의 조별 예선 경기의 주심을 맡았다. 또한 그는 2010년 FIFA 월드컵에서 프랑스와 멕시코, 칠레와 스위스의 조별 예선 두 경기의 주심을 맡기도 했다.

## 주요 활동 경력
- 2003년 FIFA U-17 세계 축구 선수권 대회: 스페인과 시에라리온, 오스트레일리아와 코스타리카의 조별 예선 두 경기
- 2005년 FIFA 세계 청소년 축구 선수권 대회: 우크라이나와 파나마, 모로코와 온두라스, 네덜란드와 베냉의 조별 예선 세 경기
- FIFA 클럽 월드컵 2006: 오클랜드 시티와 알아흘리의 8강전 경기, 오클랜드 시티와 전북 현대의 5, 6위전 경기
- 2007년 AFC 아시안컵: 중화인민공화국과 이란의 조별 예선 경기
- 2008년 하계 올림픽 축구: 브라질과 벨기에의 조별 예선 경기
- 2010년 아프리카 네이션스컵: 카메룬과 잠비아의 조별 예선 경기
- 2010년 FIFA 월드컵: 프랑스와 멕시코, 칠레와 스위스의 조별 예선 두 경기

## 같이 보기
- 2007년 AFC 아시안컵